# 盧比亞涅
52°17′27″N 32°29′52″E / 52.29083°N 32.49778°E
盧比亞涅（烏克蘭語：Луб'яне），是烏克蘭北部的村莊，隸屬切爾尼希夫州的諾夫霍羅德-錫韋爾斯基區。該村面積0.4平方公里，海拔高度145米，2001年人口109，人口密度每平方公里272.5人。